# مرکز مالی سایگون
مرکز مالی سیگان (به انگلیسی: Saigon Trade Center) نام مرکزی ملی در شهر هوشی‌مین کشور ویتنام است. این سازه ۱۴۵ متر ارتفاع دارد و در سال ۱۹۹۴ تا ۱۹۹۷ ساخته شده.